# Respublika (Partei)
Respublika (kirgisisch/russisch Республика, deutsch Republik) ist eine kirgisische politische Partei.
Die Respublika-Partei wurde 2007 gegründet. Sie wird von dem Öl-Unternehmer und Oligarchen Omurbek Babanow geführt (2010) und steht für einen wirtschaftsfreundlichen Kurs.
Nach Auszählen von 84 Prozent der Stimmen erreichte Respublika bei der Parlamentswahl in Kirgisistan 2010 mit 6,8 Prozent der Stimmen den vierten Platz und ist somit eine der fünf im Parlament vertretenen Parteien.